# Dominik Kirnbauer
Dominik Kirnbauer (* 28. August 2002 in Oberwart) ist ein österreichischer Fußballspieler.

## Karriere
Kirnbauer begann seine Karriere beim SC Bad Tatzmannsdorf. Zur Saison 2015/16 wechselte er in die Jugend des TSV Hartberg. Im April 2018 debütierte er für die Amateure der Steirer in der fünftklassigen Oberliga. Bis zum Ende der Saison 2017/18 kam er zu drei Einsätzen in der fünfthöchsten Spielklasse. In der Saison 2018/19 kam er zu 15 Einsätzen für Hartberg II und erzielte dabei ein Tor.
In der im Amateurfußball abgebrochenen Saison 2019/20 absolvierte Kirnbauer 13 Spiele. Im Juni 2020 debütierte er bei seinem Kaderdebüt für die Profis in der Bundesliga, als er am 30. Spieltag der Saison 2019/20 gegen den FC Red Bull Salzburg in der 61. Minute für Bakary Nimaga eingewechselt wurde.
Zur Saison 2020/21 wechselte er zum Zweitligisten SV Lafnitz. Parallel dazu, absolvierte er das burgenländische Schulsport Modell (BSSM) in Form eines Gymnasiums für Leistungssportler in Oberschützen. Für Lafnitz kam er in drei Jahren zu sechs Einsätzen in der 2. Liga.
Zur Saison 2023/24 wechselte er zum Regionalligisten ASK Voitsberg. Für Voitsberg lief er 29 Mal in der Regionalliga auf, ehe er mit den Steirern zu Saisonende in die 2. Liga aufstieg. In der zweithöchsten Spielklasse kam Kirnbauer in der Saison 2024/25 ebenfalls zu 29 Einsätzen, Voitsberg musste aber direkt wieder aus dem Profifußball absteigen.
Den Weg zurück in die Regionalliga ging der Verteidiger aber nicht mit, Kirnbauer wechselte zur Saison 2025/26 zu Bundesligist SV Ried, bei dem er einen bis 2027 laufenden Vertrag erhielt.